# Margarita Louis-Dreyfus
Pour les articles homonymes, voir Louis Dreyfus et Bogdanova.
Margarita Louis-Dreyfus, née Margarita Bogdanova le 18 juin 1962 à Léningrad, est une milliardaire et femme d'affaires russe.   
Elle est la veuve du milliardaire Robert Louis-Dreyfus. 
Dirigeante du géant Louis-Dreyfus, elle est connue pour avoir été la propriétaire de l'Olympique de Marseille jusqu'en 2016.  
En 2020 elle est classée 18e fortune de France par le magazine Challenges, avec 4,8 milliards d'euros, et 2e femme la plus riche de France après Françoise Bettencourt. Selon Forbes en 2020, elle a la 468e fortune du monde.

## Biographie

### Jeunesse, études et vie privée
Née en juin 1962 à Léningrad (URSS), Margarita Bogdanova est issue d'une famille modeste. Ses parents meurent dans un accident de train lorsqu'elle a 7 ans et c'est son grand-père, ingénieur en électricité, qui l'élève jusqu'à sa majorité. Elle est diplômée en économie. À 27 ans, profitant de la perestroïka et d'un mariage avec un Suisse allemand qui durera un an et demi, elle quitte la Russie pour s'installer en Suisse où elle travaille comme assistante dans une société d'import-export. En 1989, elle rencontre Robert Louis-Dreyfus dans un avion entre Zurich et Londres, ils se marieront le 15 mai 1992 et auront trois enfants (Éric, né en 1992, et des jumeaux, Maurice et Kirill, nés en 1998).
Elle parle cinq langues : le russe, le français, l'italien, l'anglais et l'allemand.
Depuis 2013, elle est en couple avec l'ancien président de la Banque nationale suisse, Philipp Hildebrand. 
Le 21 mars 2016, elle a donné naissance à des jumelles Isabella et Arina.

### L'après RLD
Lorsque son époux, Robert Louis-Dreyfus, meurt d'une leucémie le 4 juillet 2009, elle devient héritière du groupe Louis-Dreyfus et parallèlement actionnaire majoritaire de l'Olympique de Marseille, club de football dont son mari était propriétaire depuis 1996. Celui-ci l'avait intégrée à la direction du groupe dès 2007, lorsqu'il a appris l'existence de sa maladie.

#### À la tête du groupe Louis-Dreyfus

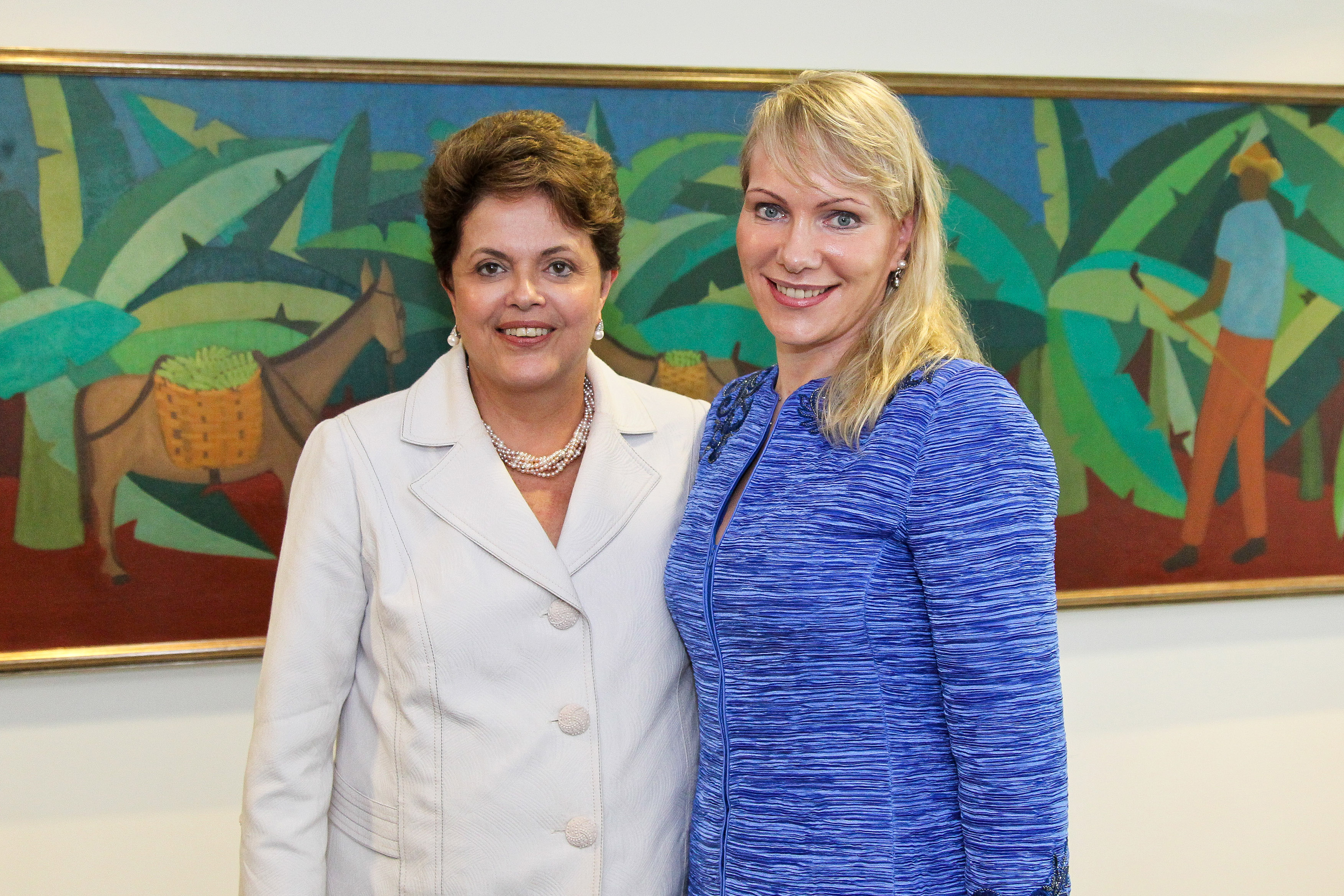
Dilma Rousseff, présidente de la république fédérative du Brésil, et Margarita Louis-Dreyfus en 2011 à Brasilia.

À la suite du décès de son mari, elle se retrouve à la tête d'un empire industriel et financier. Elle a dû se disputer avec acharnement contre Jacques Veyrat pour se retrouver seule aux rênes d'un groupe qui réalise plus de 50 milliards de dollars de chiffre d'affaires par an. La passation de fortune s'est faite de la manière suivante : avant sa mort, Robert Louis-Dreyfus a racheté et légué 61 % de son groupe à ses trois enfants. Cependant, chacun de ceux-ci ne pourra bénéficier de cette fortune qu'à l'âge de 25 ans. Margarita Louis-Dreyfus a été désignée comme responsable intérimaire. C'est à ce niveau que la veuve et Jacques Veyrat sont entrés en collision frontale. Robert Louis-Dreyfus avait également mis sa future veuve à l’abri du besoin via des trusts privés : sa fortune personnelle s’élèverait à quelque 300 millions d’euros.
En décembre 2011, elle se voit remettre le prix de « Capitaliste de l'année » par le magazine Le Nouvel Économiste. 
En janvier 2019, elle rachète 16,6 % de parts de la holding de tête de l'entreprise (LDHBV) aux actionnaires minoritaires pour 825 millions de dollars, mais en novembre 2020 elle vend 45 % au fonds d'Abou Dhabi ADQ pour environ 1,6 milliard de dollars. En effet, elle doit rembourser progressivement un emprunt de 1 milliard de dollars et financer des investissements du groupe, qui est peu rentable. La valeur comptable du groupe est de 4,5 milliards de dollars.

#### Actionnaire majoritaire de l'Olympique de Marseille

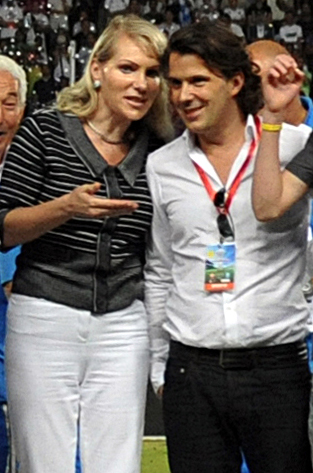
Margarita Louis-Dreyfus et Vincent Labrune, lors du Trophée des champions 2011.

À son arrivée durant l'été 2009, l'Olympique de Marseille a connu de nombreux changements. En mai 2009, Didier Deschamps était devenu l'entraîneur de l'équipe à la suite du départ d'Éric Gerets et en juin 2009, trois semaines avant son décès, RLD avait nommé Jean-Claude Dassier pour remplacer Pape Diouf en tant que président du club.
Le 9 juin 2011, à la suite d'un conseil de surveillance, Jean-Claude Dassier est écarté au profit de Vincent Labrune. Lors de l'été 2012, Didier Deschamps quitte l'Olympique de Marseille pour devenir sélectionneur de l'équipe de France. Il est remplacé par Élie Baup, limogé et remplacé par Marcelo Bielsa en juin 2014, qui démissionne en août 2015. Les dirigeants de l’Olympique de Marseille auront mis onze jours pour trouver un successeur à l’entraîneur argentin après la défaite inaugurale (0-1) du club phocéen contre Caen, lors de la première journée de Ligue 1, c'est l’Espagnol José Miguel Gonzalez Martin del Campo alias « Míchel » qui s’est installé officiellement sur le banc de l’OM le 19 août 2015. Du moins, son passage à l'OM fut de courte durée. Son bilan de 16 victoires et 11 défaites pour 44 matchs dirigés le pousse vers la sortie après seulement 8 mois passé dans la cité Phocéenne. Franck Passi assure l'intérim. 
Le 13 avril 2016, Margarita Louis-Dreyfus annonce qu'elle va vendre le club. Le 29 août 2016, elle annonce qu'un accord a été trouvé avec l'Américain Frank McCourt pour la vente de 95% des parts de l'Olympique de Marseille. Le montant de la transaction pourrait atteindre 40 millions €.

#### Actionnaire majoritaire du Standard de Liège
Le 15 juin 2011, elle attend une offre de reprise de ses parts dans le club de football belge : le Standard de Liège. Une offre devait lui parvenir d'une société d'investissement hollandaise, Value8, associée à une autre société dont le nom n'a pas été révélé. Cependant ses avocats confirment qu'elle pourrait aussi garder ses parts une année de plus si l'offre ne devait pas être suffisante, tant d'un point de vue financier que sportif.
Le 23 juin 2011, elle reçoit et accepte une offre d'environ 40 M€ de Roland Duchâtelet, qui rachète la totalité de ses parts ainsi que celles de Luciano D'Onofrio.